# Jelena Isinbajeva

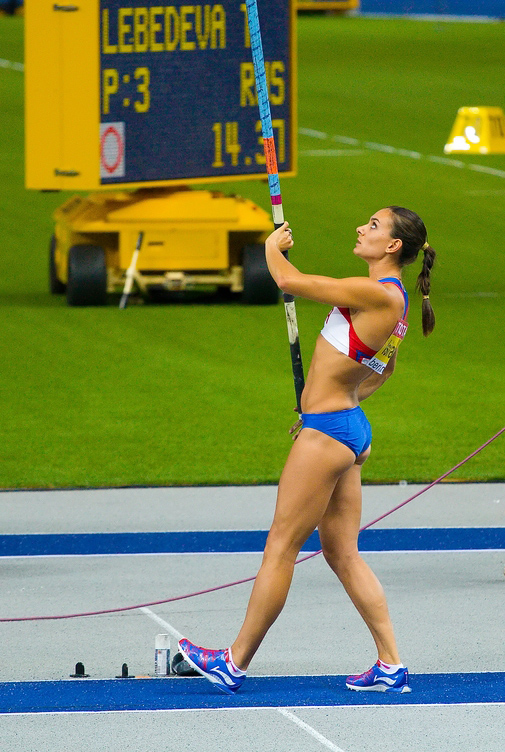
Isinbayeva in actie, Berlijn 2009

Jelena Gadzjijevna Isinbajeva (Russisch: Еле́на Гаджи́евна Исинба́ева) (Wolgograd, 3 juni 1982) is een Russische voormalige atlete, die wordt beschouwd als de beste vrouwelijke polsstokhoogspringer in de geschiedenis van het polsstokhoogspringen. Ze werd elfvoudig kampioene op de grote internationale toernooien (olympisch, wereld out- en indoor, Europees out- en indoor) en veroverde ook nog eens vier internationale jeugdtitels. Ze werd door de IAAF driemaal verkozen tot wereldatlete van het jaar (2004, 2005 en 2008), werd tweemaal Europees atlete van het jaar (2005 en 2008) en ze werd bovendien tweemaal verkozen tot Wereld Sportvrouw van het jaar (2007 en 2008).

## Biografie

### Eenvoudige komaf
Jelena Isinbajeva komt uit een eenvoudig gezin. Zowel haar vader als moeder hadden drie banen tegelijk om in de kosten van levensonderhoud te kunnen voorzien. Die relatieve armoede van toen vormt in meer dan één opzicht het fundament onder haar succes. "Mijn ouders hadden geen tijd om de opvoeding van mij en mijn zusje Inna te verzorgen. Na het zien van een oproep in de lokale krant dat een turninternaat nieuwe aanwas nodig had, werden we daarheen gebracht. Ik werd in eerste instantie afgewezen, omdat toen al vaststond dat ik later vrij lang zou worden. Maar mijn moeder zei tegen de leiding van het internaat: 'U krijgt ze allebei of geen van beiden.' Dat is mijn geluk geweest. En dat van mijn ouders. Zij konden werken, wij turnen." Haar één jaar jongere zus koos voor een carrière als moeder, zij voor de topsport.

### Absolute dominantie
Op 14 juli 2003, anderhalve maand na haar 21ste verjaardag, verbrak Isinbajeva voor het eerst het wereldrecord in Gateshead (Engeland) met een hoogte van 4,82 m. Ruim een maand later, op het WK in Parijs, werd ze echter geklopt door haar landgenote Svetlana Feofanova en de Duitse Annika Becker. "Ik weet nog precies hoe het voelde, hoe teleurgesteld ik was. Ik was in tranen en mensen om me heen deden de hele avond hun best me te troosten. Dat gevoel wil ik nooit meer meemaken."
Het jaar 2004 was vervolgens het begin van haar absolute dominantie in het vrouwelijke polsstokhoogspringen, waarna ze alle grote internationale prijzen heeft gewonnen, waaronder olympisch goud op de Olympische Spelen van 2004 in Athene met een wereldrecordhoogte van 4,91.

### Als eerste vrouw over 5 meter
Op 22 juli 2005 bedwong Jelena Isinbajeva als eerste vrouwelijke polsstokhoogspringer de magische 5-metergrens. Tijdens het WK atletiek in Helsinki (Finland) in 2005 verbeterde ze haar wereldrecord tot 5,01 en won daarmee met een marge van 41 cm (ten opzichte van de nummer twee), wat de grootste marge ooit is tijdens een wereld- of olympisch kampioenschap in het polsstokhoogspringen. Het was al de elfde keer dat de toen nog 23-jarige Isinbajeva het wereldrecord verbeterde in de open lucht. Indoor heeft ze dat inmiddels al tienmaal gedaan. Voordat zij in 2005 in Helsinki met 5,01 wereldkampioene werd, had ze het wereldrecord dat jaar al diverse malen hoger gesteld. Allereerst was dat op 17 juli 2005 bij de Super Grand Prix-wedstrijden in Madrid: 4,95. Een paar dagen later, op 22 juli 2005 bij de Super Grand Prix-meeting in Londen, verbeterde ze haar wereldrecord zelfs tweemaal: eerst naar 4,96, daarna liet ze de lat op 5,00 leggen en slaagde ze al bij haar eerste sprong.
Isinbajeva heeft gedurende een periode van 97 weken onafgebroken op de nummer één-positie vertoefd op de Wereldranglijst van beste vrouwelijke atletes, wat de langste reeks ooit is door een atlete sinds de introductie van de IAAF wereldrankings in 2001.
In augustus 2006 won ze tijdens het EK Atletiek in Göteborg een gouden medaille en maakte daarmee haar collectie van goud op alle grote internationale toernooien compleet (olympisch, wereld outdoor-, wereld indoor-, Europees outdoor- en Europees indoorkampioene). In augustus 2007 verlengde ze haar wereldtitel tijdens het WK atletiek in Osaka. In 2007 won ze eveneens de IAAF Golden League Jackpot van 1 miljoen dollar (gedeeld met Sanya Richards) door alle Golden League wedstrijden van 2007 te winnen.

### Verlenging olympische titel
Op 16 februari 2008 stelde ze in Donetsk haar eigen indoorwereldrecord bij tot 4,95. Tijdens de Olympische Spelen van 2008 in Peking won Isinbajeva voor de tweede maal olympisch goud en bracht zij haar outdoorwereldrecord op 5,05, in totaal haar 24ste wereldrecordverbetering. Ze was extra gebrand geweest op een goede prestatie in Peking, omdat de Amerikaanse Jennifer Stuczynski, die de Amerikaanse trials had gewonnen met een sprong over 4,92, voorafgaand had verklaard dat het tijdperk Isinbajeva op z'n eind zou lopen. Sterker nog, ze ging naar Peking 'to kick some Russian butt'. Dat werkte bij Isinbajeva als een rode lap op een stier. Struczynski kwam tot 4,80 en werd tweede.

### Ook indoor over 5 meter
In 2009 begon Isinbajeva het atletiekjaar overdonderend. Tijdens de Pole Vault Stars indoormeeting op 15 februari in Donetsk verbeterde zij er voor het zesde achtereenvolgende jaar het wereldindoorrecord. Belangrijker was echter, dat zij nu met haar beste sprong van 5,00 ook indoor de 5-metergrens overschreed. In zes jaar tijd had zij het wereldindoorrecord in Donetsk van 4,83 naar 5,00 getild.
Later dat jaar ging ze op de wereldkampioenschappen in Berlijn echter onderuit. Nadat Isinbajeva had besloten om in de finale op een hoogte van 4,75 te beginnen, faalde zij in haar eerste poging, waarna ze de lat vervolgens op 4,80 liet leggen. Maar ook haar twee pogingen over die hoogte mislukten. Hiermee maakte de Russin de weg vrij voor de Poolse Anna Rogowska, die nu met een wel geslaagde sprong over 4,75 aan het langste eind trok. Isinbajeva miste zodoende een unieke kans om als een van de weinigen driemaal achter elkaar de wereldtitel te veroveren. Bij de Golden League Weltklasse meeting in Zürich verbeterde ze een maand later haar eigen wereldrecord met een centimeter tot 5,06. Enkele weken eerder, op 2 september, was haar de Prince of Asturias Award for Sports 2009 uitgereikt.
Ten slotte won ze dat jaar voor de tweede maal sinds 2007 de IAAF Golden League Jackpot. Ditmaal moest ze die delen met Sanya Richards en Kenenisa Bekele.

### Pauze en comeback
In 2010 hoopte Jelena Isinbajeva de blamage van Berlijn achter zich te laten door zich op de wereldindoorkampioenschappen in Doha te revancheren met een wereldindoorrecord. Maar nadat zij de hoogte van 4,60 had overbrugd, stokte de machine op 4,75, een hoogte die zij driemaal afsprong. Tot haar afgrijzen bleef ze hierdoor zelfs buiten de medailles, die nu waren weggelegd voor Fabiana Murer (1e met 4,80), Svetlana Feofanova (2e met eveneens 4,80) en Anna Rogowska (3e met 4,70). Het was de druppel die de emmer deed overlopen. Korte tijd later kondigde Isinbajeva een time-out aan. "Een pauze in mijn wedstrijdprogramma is voor mij absoluut noodzakelijk. Na gedurende meer dan acht jaar erg hard te hebben getraind en op het allerhoogste niveau te hebben gesport, zowel in- als outdoor, moet ik nu een stapje terug doen, zodat mijn lichaam zich volledig kan herstellen", aldus de Russische.
Een klein jaar later was de Russische Winter Meeting in februari 2011 het toneel van haar comeback. Meteen toonde ze aan, dat ze haar vorm had teruggevonden, want ze sprong bij haar eerste poging over 4,81. Hiermee troefde zij haar landgenote Feofanova ruimschoots af.
Een jaar later, op 23 februari 2012, was zij zelfs weer zover, dat haar 28e wereldrecord kon worden opgetekend: in Stockholm verbeterde Isinbajeva haar eigen indoorrecord van 5,00 uit 2009 tot 5,01.
Op de Olympische Spelen van 2012 in Londen moest Isinbajeva genoegen nemen met een bronzen medaille. Met een beste poging van 4,70 eindigde ze achter de Amerikaanse Jennifer Suhr (goud; 4,75) en Yarisley Silva (zilver; 4,75). Een jaar later nam de Russische in eigen huis revanche: tijdens de WK in Moskou versloeg zij op op 13 augustus 2013 beide rivales met een sprong over 4,89, de hoogste outdoorsprong sinds 2009. Ze liet de lat vervolgens nog leggen op een hoogte van 5,07, wat een verbetering van haar eigen wereldrecord zou hebben betekend. Dit mislukte echter.
Enkele dagen later haalde Isinbajeva uit in de pers waar ze de mening van de Russische president Poetin steunde inzake de strenge homowet in Rusland. Een dag later verklaarde ze verkeerd te zijn begrepen.

### Monaco als thuisbasis
Isinbajeva leefde enkele jaren in Monaco uit fiscale overwegingen, maar ook om dichter bij haar coach Vitaly Petrov en haar management te zijn. Voor haar ouders kocht ze een appartement, evenals voor haar zuster en verschillende nichtjes. Ook financieel ging het haar ouders toen voor de wind. Haar moeder was gestopt met werken, maar vader Gadzhi werkte toen nog als loodgieter. "Als man des huizes moet hij werken. Dat vindt hij althans," aldus Jelena Isinbajeva. In augustus 2013 werd in Russische nieuwsberichten opgemerkt dat ze terug wilde naar Monaco in verband met de slechte omstandigheden in Volgograd, maar op 28 augustus maakte ze bekend dat ze in Rusland wilde blijven.

### Einde atletiekloopbaan
Eind augustus 2016 maakte Isinbajeva bekend, dat zij met onmiddellijke ingang een punt had gezet achter haar atletiekloopbaan. De dag voor de bekendmaking was de Russische wereldrecordhoudster polsstokhoogspringen gekozen in de atletencommissie van het IOC, een opmerkelijke keuze, omdat de Russische atleten eerder dat jaar vanwege het beruchte dopingschandaal waren verbannen van de olympische piste en dientengevolge de Olympische Spelen van 2016 noodgedwongen aan zich voorbij hadden moeten laten gaan. Voor de atletencommissie van het IOC, die zeventien leden telt, stonden 23 sporters kandidaat, waarop ruim 5000 sporters hun stem uitbrachten.

## Palmares

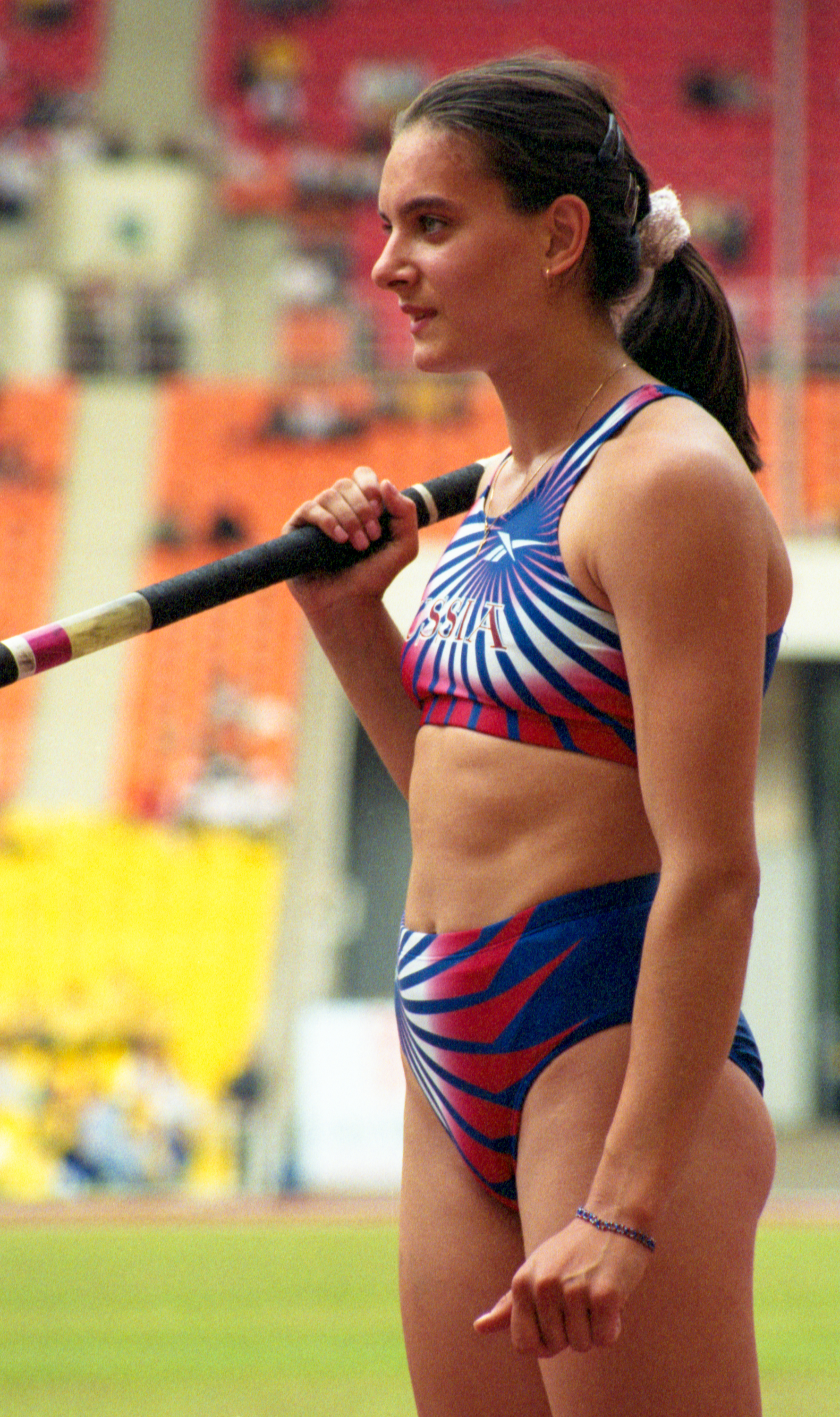
Isinbayeva op de World Youth Games in Moscow (1998)

### Titels
- Olympisch kampioene polsstokhoogspringen - 2004, 2008
- Wereldkampioene polsstokhoogspringen - 2005, 2007, 2013
- Wereldindoorkampioene polsstokhoogspringen - 2004, 2006, 2008, 2012
- Europees kampioene polsstokhoogspringen - 2006
- Europees indoorkampioene polsstokhoogspringen - 2005
- Europees kampioene polsstokhoogspringen U23 - 2003
- Russisch kampioene polsstokhoogspringen - 2002, 2013
- Russisch indoorkampioene polsstokhoogspringen - 2000, 2002, 2003
- Wereldjeugdkampioene polsstokhoogspringen - 2000
- Wereldkampioene B-junioren polsstokhoogspringen - 1999
- Wereldjeugdspelen kampioene polsstokhoogspringen - 1998
- Europees jeugdkampioene polsstokhoogspringen - 2001

### Persoonlijke records
| Onderdeel                      | Prestatie          | Datum            | Plaats    |
| ------------------------------ | ------------------ | ---------------- | --------- |
| polsstokhoogspringen (outdoor) | 5,06 m (WR)        | 28 augustus 2009 | Zürich    |
| polsstokhoogspringen (indoor)  | 5,01 m (ex-WR; AR) | 23 februari 2012 | Stockholm |

### Wereldrecords outdoor
| Hoogte (m) | Datum      | Plaats     |
| ---------- | ---------- | ---------- |
| 4,82       | 13.07.2003 | Gateshead  |
| 4,83       | 15.02.2004 | Donetsk    |
| 4,86       | 06.03.2004 | Boedapest  |
| 4,87       | 27.06.2004 | Gateshead  |
| 4,89       | 25.07.2004 | Birmingham |
| 4,90       | 30.07.2004 | Londen     |
| 4,91       | 24.08.2004 | Athene     |
| 4,92       | 03.09.2004 | Brussel    |
| 4,93       | 05.07.2005 | Lausanne   |
| 4,95       | 16.07.2005 | Madrid     |
| 4,96       | 22.07.2005 | Londen     |
| 5,00       | 22.07.2005 | Londen     |
| 5,01       | 12.08.2005 | Helsinki   |
| 5,03       | 11.07.2008 | Rome       |
| 5,04       | 29.07.2008 | Monaco     |
| 5,05       | 18.08.2008 | Peking     |
| 5,06       | 28.08.2009 | Zürich     |

### Kampioenschappen
| Jaar | Resultaat | Toernooi                   | Plaats      |
| ---- | --------- | -------------------------- | ----------- |
| 1998 | Goud      | Wereld Jeugd Spelen        | Moskou      |
| 1999 | Goud      | WK B-junioren              | Bydgoszcz   |
| 2000 | Goud      | WJK                        | Santiago    |
| 2001 | Goud      | EJK                        | Grosseto    |
| 2002 | Zilver    | EK                         | München     |
| 2003 | Zilver    | WK indoor                  | Birmingham  |
| 2003 | Brons     | WK                         | Parijs      |
| 2003 | Goud      | EK U23                     | Bydgoszcz   |
| 2004 | Goud      | WK indoor                  | Boedapest   |
| 2004 | Goud      | OS                         | Athene      |
| 2004 | Goud      | IAAF Wereldatletiekfinale  | Monte Carlo |
| 2005 | Goud      | EK indoor                  | Madrid      |
| 2005 | Goud      | WK                         | Helsinki    |
| 2005 | Goud      | IAAF Wereldatletiekfinale  | Monte Carlo |
| 2006 | Goud      | WK indoor                  | Moskou      |
| 2006 | Goud      | EK                         | Göteborg    |
| 2006 | Goud      | IAAF Wereldatletiekfinale  | Stuttgart   |
| 2006 | Goud      | Wereldbeker atletiek       | Athene      |
| 2007 | Goud      | WK atletiek                | Osaka       |
| 2007 | Goud      | IAAF Golden League Jackpot | 6/6 Winst   |
| 2007 | Goud      | IAAF Wereldatletiekfinale  | Stuttgart   |
| 2008 | Goud      | WK indoor                  | Valencia    |
| 2008 | Goud      | OS                         | Peking      |
| 2009 | Goud      | IAAF Golden League Jackpot | 6/6 Winst   |
| 2010 | 4e        | WK indoor                  | Doha        |
| 2011 | 6e        | WK                         | Daegu       |
| 2012 | Goud      | WK indoor                  | Istanboel   |
| 2012 | Brons     | OS                         | Londen      |
| 2013 | Goud      | WK                         | Moskou      |

### Golden League-overwinningen
- 2004: Memorial Van Damme – 4,92 m
- 2005: Memorial Van Damme – 4,93 m
- 2006: Meeting Gaz de France – 4,76 m
- 2006: Memorial Van Damme – 4,81 m
- 2007: Bislett Games – 4,85 m
- 2007: Meeting Gaz de France – 4,91 m
- 2007: Golden Gala – 4,90 m
- 2007: Weltklasse Zürich – 4,80 m
- 2007: Memorial Van Damme – 4,80 m
- 2007: ISTAF – 4,82 m
- 2008: Golden Gala – 5,03 m
- 2008: Weltklasse Zürich – 4,88 m
- 2008: Memorial Van Damme – 4,72 m
- 2009: ISTAF – 4,83 m
- 2009: Bislett Games – 4,71 m
- 2009: Golden Gala – 4,85 m
- 2009: Meeting Areva – 4,65 m
- 2009: Weltklasse Zürich – 5,06 m
- 2009: Memorial Van Damme – 4,70 m

### Diamond League-overwinningen
- 2011: DN Galan – 4,76 m
- 2013: Shanghai Golden Grand Prix – 4,70 m

### Onderscheidingen
- Wereld Sportvrouw van het jaar - 2007, 2008
- Wereldatlete van het jaar - 2004, 2005, 2008
- Europees atlete van het jaar - 2005, 2008
- Europees sportvrouw van het jaar (Evgen Bergant Trofee) - 2005, 2008, 2013
- Laureus World Sports Award - 2007, 2009
- Prince of Asturias Award for Sports - 2009

## Activisme en standpunten

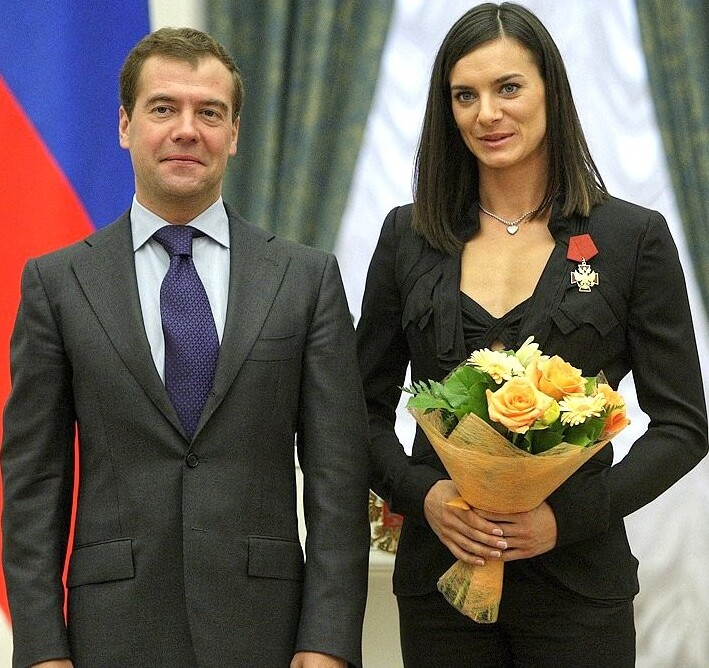
Isinbayeva met de Russische President Dmitry Medvedev (2009)

In 2012 werd Isinbayeva een geautoriseerde vertegenwoordiger voor Vladimir Poetin tijdens de Russische presidentsverkiezingen van 2012. In november 2017 sloot ze zich aan bij PutinTeam, een sociale beweging ter ondersteuning van Poetin en zijn Russische presidentscampagne van 2018.
Nadat het Hof van Arbitrage voor Sport een beroep van Russische atleten had afgewezen, schreef Isinbayeva: "Laat al die pseudo-schone buitenlandse atleten opgelucht ademhalen en hun pseudo-gouden medailles in onze afwezigheid winnen. Ze waren altijd bang voor kracht." Ze riep op om klokkenluider Yuliya Stepanova ‘voor het leven te schorsen’.
Nadat ze voorzitter was geworden van de raad van toezicht van het Russische antidopingagentschap, zei de voorzitter van de IAAF-taskforce, Rune Andersen: "Het is moeilijk in te zien hoe dit helpt om de gewenste cultuurverandering in de atletiek te bereiken, of hoe het helpt om een open omgeving voor Russische klokkenluiders", merkte op dat Isinbayeva een WADA-rapport "ongegrond" had genoemd zonder het te lezen, bekritiseerde klokkenluiders (Andrei Dmitriev, Yuliya Stepanova en Vitaliy Stepanov) openlijk en had geen belofte voor een schone sport ondertekend of een Russisch anti- -dopinggroep.
Op 15 augustus 2013 zorgde Isinbayeva voor controverse door homoseksualiteit te veroordelen, atleten te bekritiseren voor hun steun aan LGBT-rechten en zich uit te spreken voor een wet die "homoseksuele propaganda die gericht is op kinderen" in Rusland verbiedt. Deze wet had scherpe kritiek gekregen van sommige vertegenwoordigers van de internationale gemeenschap en had leidde activisten ertoe op te roepen tot een boycot van de Olympische Winterspelen van 2014 in het Russische vakantieoord Sotsji, waarbij buitenlandse atleten werden opgeroepen om ‘de Russische tradities te respecteren’. Isinbayeva was ambassadeur voor de spelen en verwelkomde de atleten als ‘burgemeester’ van het Olympisch Dorp in Sotsji. Later gaf ze via de IAAF, de wereldwijde atletiekbond, een verklaring uit waarin ze zei dat ze 'verkeerd begrepen' werd vanwege haar slechte Engels.
Eerder had Isinbayeva kritische opmerkingen gemaakt naar aanleiding van een gebaar van de Zweedse hoogspringster Emma Green Tregaro en anderen die hun nagels in regenboogkleuren hadden gelakt als uiting van steun voor homo's en lesbiennes in Rusland en als protest tegen de onlangs aangenomen wetten een verbod op wat de Russische regering omschreef als propaganda voor niet-traditionele seksuele relaties gericht op minderjarigen. Het Zweedse Olympisch Comité waarschuwde zijn atleten vervolgens om niet aan soortgelijke demonstraties deel te nemen tijdens de Olympische Spelen in Sotsji.
2000: Stacy Dragila ·
2004: Jelena Isinbajeva ·
2008: Jelena Isinbajeva ·
2012: Jennifer Suhr ·
2016: Ekaterini Stefanidi ·
2020: Katie Nageotte ·
2024: Nina Kennedy
1999 Stacy Dragila · 
2001 Stacy Dragila · 
2003 Svetlana Feofanova · 
2005 Jelena Isinbajeva ·
2007 Jelena Isinbajeva ·
2009 Anna Rogowska ·
2011 Fabiana Murer ·
2013 Jelena Isinbajeva ·
2015 Yarisley Silva ·
2017 Ekaterini Stefanidi ·
2019 Anzjelika Sidorova ·
2022 Katie Nageotte ·
2023 Nina Kennedy & Katie Moon
Mannen: 2000: Tiger Woods · 2001: Tiger Woods · 2002: Michael Schumacher · 2003: Lance Armstrong · 2004: Michael Schumacher · 2005: Roger Federer · 2006: Roger Federer · 2007: Roger Federer · 2008: Roger Federer · 2009: Usain Bolt · 2010: Usain Bolt · 2011: Rafael Nadal · 2012: Novak Djokovic · 2013: Usain Bolt · 2014: Sebastian Vettel · 2015: Novak Djokovic · 2016: Usain Bolt · 2017: Novak Djokovic · 2018: Roger Federer · 2018: Novak Djokovic · 2020: Lewis Hamilton en Lionel Messi · 2021: Rafael Nadal · 2022: Max Verstappen · 2023: Lionel Messi

Vrouwen: 2000: Marion Jones · 2001: Cathy Freeman · 2002: Jennifer Capriati · 2003: Serena Williams · 2004: Annika Sörenstam · 2005: Kelly Holmes · 2006: Janica Kostelić · 2007: Jelena Isinbajeva · 2008: Justine Henin · 2009: Jelena Isinbajeva · 2010: Serena Williams · 2011: Lindsey Vonn · 2012: Vivian Cheruiyot · 2013: Jessica Ennis · 2014: Missy Franklin · 2015: Genzebe Dibaba · 2016: Serena Williams · 2017: Simone Biles · 2018: Serena Williams · 2019: Simone Biles · 2020: Simone Biles · 2021: Naomi Osaka · 2022: Elaine Thompson-Herah · 2023: Shelly-Ann Fraser-Pryce
- World Athletics: 14297931
- Nationale Bibliotheek van Polen: a0000003443442
- Virtual International Authority File: 2570147270367135700000